# Stromberg (FFH-Gebiet)
Das FFH-Gebiet Stromberg liegt in der Mitte von Baden-Württemberg und ist Bestandteil des europäischen Schutzgebietsnetzes Natura 2000. Es wurde 2005 zur Ausweisung vorgeschlagen und durch Verordnung des Regierungspräsidiums Stuttgart vom 30. Oktober 2018 (in Kraft getreten am 11. Januar 2019) ausgewiesen.

## Lage
Das rund 11.778 Hektar (ha) große Schutzgebiet Stromberg liegt in den Naturräumen Neckarbecken, Strom- und Heuchelberg und Kraichgau. Die Teilgebiete befinden sich in den Gemeinden Illingen, Knittlingen, Maulbronn, Mühlacker, Neulingen, Ölbronn-Dürrn und Sternenfels im Enzkreis, in Oberderdingen im Landkreis Karlsruhe, in Brackenheim, Cleebronn, Güglingen, Pfaffenhofen und Zaberfeld im Landkreis Heilbronn und in Bönnigheim, Erligheim, Freudental, Löchgau, Sachsenheim, Sersheim und Vaihingen an der Enz im Landkreis Ludwigsburg.

## Beschreibung
Der Landschaftscharakter des Schutzgebiets wird im Wesentlichen durch das größtenteils bewaldete und durch zahlreiche Taleinschnitte gegliederte Strombergmassiv geprägt, welches die umgebende Lößlandschaft des Kraichgaus und des Neckarbeckens dominiert.

## Schutzzweck

### Lebensraumtypen
Folgende Lebensraumtypen nach Anhang I der FFH-Richtlinie kommen im Gebiet vor:
| EU Code | * | Lebensraumtyp (offizielle Bezeichnung)                                                                                           | Kurzbezeichnung                                       |
| ------- | - | --- | ----------------------------------------------------- |
| 3130    |   | Oligo- bis mesotrophe stehende Gewässer mit Vegetation der Littorelletea uniflorae und/oder der Isoëto-Nanojuncetea              | Nährstoffarme bis mäßig nährstoffreiche Stillgewässer |
| 3150    |   | Natürliche eutrophe Seen mit einer Vegetation des Magnopotamions oder Hydrocharitions                                            | Natürliche nährstoffreiche Seen                       |
| 3260    |   | Flüsse der planaren bis montanen Stufe mit Vegetation des Ranunculion fluitantis und des Callitricho-Batrachion                  | Fließgewässer mit flutender Wasservegetation          |
| 6110    | * | Lückige basophile oder Kalk-Pionierrasen (Alysso-Sedion albi)                                                                    | Kalk-Pionierrasen                                     |
| 6210    |   | Naturnahe Kalktrockenrasen und deren Verbuschungsstadien (Festuco-Brometalia)                                                    | Kalk-Magerrasen                                       |
| 6210    | * | Naturnahe Kalktrockenrasen und deren Verbuschungsstadien (Festuco-Brometalia) (besondere Bestände mit bemerkenswerten Orchideen) | Kalk-Magerrasen (orchideenreiche Bestände)            |
| 6230    |   | Artenreiche montane Borstgrasrasen (und submontan auf dem europäischen Festland) auf Silikatböden                                | Artenreiche Borstgrasrasen                            |
| 6410    |   | Pfeifengraswiesen auf kalkreichem Boden, torfigen und tonig-schluffigen Böden (Molinion caeruleae)                               | Pfeifengraswiesen                                     |
| 6430    |   | Feuchte Hochstaudenfluren der planaren und montanen bis alpinen Stufe                                                            | Feuchte Hochstaudenfluren                             |
| 6510    |   | Magere Flachland-Mähwiesen (Alopecurus pratensis, Sanguisorba officinalis)                                                       | Magere Flachland-Mähwiesen                            |
| 7140    |   | Übergangs- und Schwingrasenmoore                                                                                                 | Übergangs- und Schwingrasenmoore                      |
| 7220    | * | Kalktuffquellen (Cratoneurion)                                                                                                   | Kalktuffquellen                                       |
| 7230    |   | Kalkreiche Niedermoore | Kalkreiche Niedermoore                                |
| 8160    | * | Kalkhaltige Schutthalden der collinen bis montanen Stufe Mitteleuropas                                                           | Kalkschutthalden                                      |
| 8210    |   | Kalkfelsen mit Felsspaltenvegetation                                                                                             | Kalkfelsen mit Felsspaltenvegetation                  |
| 9110    |   | Hainsimsen-Buchenwald (Luzulo-Fagetum)                                                                                           | Hainsimsen-Buchenwald                                 |
| 9130    |   | Waldmeister-Buchenwald (Asperulo-Fagetum)                                                                                        | Waldmeister-Buchenwald                                |
| 9160    |   | Subatlantischer oder mitteleuropäischer Stieleichenwald oder Eichen-Hainbuchenwald (Carpinion betuli)                            | Sternmieren-Eichen-Hainbuchenwald                     |
| 9170    |   | Labkraut-Eichen-Hainbuchenwald Galio-Carpinetum                                                                                  | Labkraut-Eichen-Hainbuchenwald                        |
| 9180    | * | Schlucht- und Hangmischwälder (Tilio-Acerion)                                                                                    | Schlucht- und Hangmischwälder                         |
| 91E0    | * | Auen-Wälder mit Alnus glutinosa und Fraxinus excelsior (Alno-Padion, Alnion incanae, Salicion albae)                             | Auenwälder mit Erle, Esche, Weide                     |

### Arteninventar
Folgende Arten von gemeinschaftlichem Interesse kommen im Gebiet vor:
| Bild                                | EU Code | * | Art                                 | wissenschaftlicher Name     | Artengruppe           |
| ----------------------------------- | ------- | - | ----------------------------------- | --------------------------- | --------------------- |
| Kleine Flussmuschel                 | 1032    |   | Kleine Flussmuschel                 | Unio crassus                | Muscheln              |
| Heller Wiesenknopf-Ameisenbläuling  | 1059    |   | Heller Wiesenknopf-Ameisenbläuling  | Maculinea teleius           | Schmetterlinge        |
| Großer Feuerfalter                  | 1060    |   | Großer Feuerfalter                  | Lycaena dispar              | Schmetterlinge        |
| Dunkler Wiesenknopf-Ameisenbläuling | 1061    |   | Dunkler Wiesenknopf-Ameisenbläuling | Maculinea nausithous        | Schmetterlinge        |
| Spanische Flagge                    | 1078    | * | Spanische Flagge                    | Callimorpha quadripunctaria | Schmetterlinge        |
| Hirschkäfer                         | 1083    | * | Hirschkäfer                         | Lucanus cervus              | Käfer                 |
| Steinkrebs                          | 1093    | * | Steinkrebs                          | Austropotamobius torrentium | Krebse                |
| Groppe                              | 1163    |   | Groppe                              | Cottus gobio                | Fische und Rundmäuler |
| Kammmolch                           | 1166    |   | Kammmolch                           | Triturus cristatus          | Amphibien             |
| Gelbbauchunke                       | 1193    |   | Gelbbauchunke                       | Bombina variegata           | Amphibien             |
| Bechsteinfledermaus                 | 1323    |   | Bechsteinfledermaus                 | Myotis bechsteinii          | Säugetiere            |
| Grünes Besenmoos                    | 1381    |   | Grünes Besenmoos                    | Dicranum viride             | Moose                 |

### Zusammenhängende Schutzgebiete
Folgende Naturschutzgebiete sind Bestandteil des FFH-Gebiets:
- Sommerberg
- Unterer See und Umgebung
- Unterer Berg
- Roßweiher mit Hohenackersee
- Aalkistensee
- Diefenbacher Mettenberg
- Schützinger Spiegel
- Weissacher Tal
- Füllmenbacher Hofberg

Das Vogelschutzgebiet Stromberg und das Vogelschutzgebiet Weiher bei Maulbronn überschneiden sich zu einem Großen Teil mit dem FFH-Gebiet.